# Super Rugby Americas 2023
Super Rugby Americas 2023 (in inglese 2023 Super Rugby Americas, in spagnolo Super Rugby Américas 2023) fu la 4ª edizione della competizione interconfederale di rugby a 15 delle Americhe organizzata da Sudamérica Rugby tra squadre di club delle federazioni di Argentina, Brasile, Cile, Paraguay, Stati Uniti e Uruguay, nonché la prima a tenersi con tale nome.
Si tenne dal 17 febbraio 2023 al 9 giugno 2023 tra 7 squadre, le quali si incontrarono a girone unico nella stagione regolare che espresse le quattro qualificate ai play-off.
A parte il cambio di nome in Super Rugby Américas e il passaggio da 6 a 7 squadre, il torneo vide variazioni di composizione: rispetto agli anni precedenti perse la colombiana Cafeteros Pro, mentre la franchise argentina dei Jaguares fu sciolta e redistribuita su altre due formazioni preesistenti, il Pampas XV di Buenos Aires e il Dogos XV di Córdoba, già partecipante nel 2020 come Ceibos XV.
La paraguaiana Olimpia Lions fu rinominata in Yacare XV e dal Nordamerica giunse l'adesione dell'American Raptors, formazione di Glendale, in Colorado.
Inoltre, dopo tre edizioni con sedi limitate per via della necessità di contenere il rischio di contagio da COVID-19, finalmente la brasiliana Cobras ebbe la possibilità di ospitare sul proprio campo di San Paolo il suo primo incontro interno.
Il Peñarol campione uscente capeggiò la stagione regolare, seguito dalle due squadre argentine.
Ultima delle qualificate il Yacare XV che, nella prima semifinale, dovette affrontare la capolista a Montevideo, venendone battuta 17-30.
Il derby argentino fu invece vinto dalla formazione cordobese dei Dogos per 27-16.
La finale a Montevideo vide il Peñarol confermarsi campione per la seconda stagione consecutiva, dopo aver sconfitto i Dogos 23-17.
Il valore delle marcature, come stabilito da World Rugby nel 2017, è: 5 punti per ciascuna meta (7 se trasformata), 7 punti per la meta tecnica, 3 punti per la realizzazione di ciascun calcio piazzato, idem per il drop.

## Squadre partecipanti
| Federazione | Club             | Sponsor | Città        | Impianto interno         |
| Argentina   | Dogos XV         |         | Córdoba      | Stadio Tala RC           |
| Argentina   | Pampas XV        |         | Buenos Aires | Stadio del CA San Isidro |
| Brasile     | Cobras           |         | San Paolo    | Stadio Nicolau Alayonv   |
| Cile        | Selknam          |         | Santiago     | Stadio della Pintana     |
| Paraguay    | Yacare XV        |         | Asunción     | Stadio Eroi di Curupayty |
| Stati Uniti | American Raptors |         | Glendale     | Infinity Park            |
| Uruguay     | Peñarol          |         | Montevideo   | Stadio Charrúa           |

## Stagione regolare
| Data      | 1ª giornata       | Risultato |
| --------- | ----------------- | --------- |
| 17-2-2023 | Dogos – Yacare    | 30-24     |
| 18-2-2023 | Selknam – Raptors | 45-10     |
| 19-2-2023 | Cobras – Pampas   | 21-41     |
| Rip.      | Peñarol           |           |
|           |                   |           |
| Data      | 4ª giornata       | Risultato |
| 10-3-2023 | Dogos - Selknam   | 24-10     |
| 10-3-2023 | Peñarol – Cobras  | 33-7      |
| 11-3-2023 | Yacare – Raptors  | 25-3      |
| Rip.      | Pampas            |           |
|           |                   |           |
| Data      | 7ª giornata       | Risultato |
| 29-3-2023 | Pampas – Peñarol  | 20-19     |
| 1-4-2023  | Yacare – Selknam  | 21-11     |
| 2-4-2023  | Raptors – Cobras  | 40-43     |
| Rip.      | Dogos             |           |
|           |                   |           |
| Data      | 10ª giornata      | Risultato |
| 28-4-2023 | Pampas – Cobras   | 38-14     |
| 29-4-2023 | Selknam – Dogos   | 11-19     |
| 30-4-2023 | Raptors – Peñarol | 37-50     |
| Rip.      | Yacare            |           |
|           |                   |           |
| Data      | 13ª giornata      | Risultato |
| 19-5-2023 | Peñarol – Pampas  | 10-16     |
| 20-5-2023 | Selknam – Yacare  | 19-20     |
| 21-5-2023 | Dogos - Raptors   | 40-32     |
| Rip.      | Cobras            |           |

| Data      | 2ª giornata       | Risultato |
| --------- | ----------------- | --------- |
| 24-2-2023 | Peñarol – Raptors | 28-19     |
| 25-2-2023 | Selknam – Pampas  | 34-20     |
| 26-2-2023 | Cobras – Dogos    | 14-31     |
| Rip.      | Yacare            |           |
|           |                   |           |
| Data      | 5ª giornata       | Risultato |
| 16-3-2023 | Pampas – Dogos    | 11-29     |
| 17-3-2023 | Peñarol – Yacare  | 45-12     |
| 18-3-2023 | Cobras – Selknam  | 30-24     |
| Rip.      | Raptors           |           |
|           |                   |           |
| Data      | 8ª giornata       | Risultato |
| 14-4-2023 | Dogos - Cobras    | 45-29     |
| 15-4-2023 | Yacare – Peñarol  | 17-43     |
| 16-4-2023 | Raptors – Pampas  | 0-63      |
| Rip.      | Selknam           |           |
|           |                   |           |
| Data      | 11ª giornata      | Risultato |
| 5-5-2023  | Dogos - Pampas    | 34-29     |
| 6-5-2023  | Selknam – Cobras  | 33-17     |
| 7-5-2023  | Raptors – Yacare  | 37-44     |
| Rip.      | Peñarol           |           |
|           |                   |           |
| Data      | 14ª giornata      | Risultato |
| 26-5-2023 | Pampas – Yacare   | 25-24     |
| 26-5-2023 | Peñarol – Selknam | 31-8      |
| 28-5-2023 | Cobras – Raptors  | 34-38     |
| Rip.      | Dogos             |           |

| Data       | 3ª giornata       | Risultato |
| ---------- | ----------------- | --------- |
| 3-3-2023   | Pampas – Raptors  | 27-16     |
| 4-3-2023   | Dogos - Peñarol   | 35-41     |
| 5-3-2023   | Cobras – Yacare   | 14-34     |
| Rip.       | Selknam           |           |
|            |                   |           |
| Data       | 6ª giornata       | Risultato |
| 24-3-2023  | Yacare – Pampas   | 5-22      |
| 24-3-2023  | Selknam – Peñarol | 24-35     |
| 24-3-2023  | Raptors – Dogos   | 24-37     |
| Rip.       | Cobras            |           |
|            |                   |           |
| Data       | 9ª giornata       | Risultato |
| 21-04-2023 | Peñarol – Dogos   | 33-15     |
| 22-4-2023  | Raptors – Selknam | 26-22     |
| 23-4-2023  | Yacare – Cobras   | 34-30     |
| Rip.       | Pampas            |           |
|            |                   |           |
| Data       | 12ª giornata      | Risultato |
| 12-5-2023  | Pampas – Selknam  | 19-23     |
| 13-5-2023  | Cobras – Peñarol  | 15-38     |
| 13-5-2023  | Yacare – Dogos    | 45-29     |
| Rip.       | Raptors           |           |

### Classifica
| Pos | Squadra          | G  | V  | N | P  | PF  | PS  | DP   | BMP | Pt |
| --- | ---------------- | -- | -- | - | -- | --- | --- | ---- | --- | -- |
| 1   | Peñarol          | 12 | 10 | 0 | 2  | 406 | 225 | +181 | 11  | 51 |
| 2   | Dogos XV         | 12 | 9  | 0 | 3  | 368 | 303 | +65  | 10  | 46 |
| 3   | Pampas XV        | 12 | 8  | 0 | 4  | 331 | 229 | +102 | 5   | 37 |
| 4   | Yacare XV        | 12 | 7  | 0 | 5  | 305 | 308 | −3   | 6   | 34 |
| 5   | Selknam          | 12 | 4  | 0 | 8  | 264 | 272 | −8   | 7   | 23 |
| 6   | American Raptors | 12 | 2  | 0 | 10 | 282 | 458 | −176 | 8   | 16 |
| 7   | Cobras           | 12 | 2  | 0 | 10 | 268 | 429 | −161 | 5   | 13 |

## Play off
|  | Semifinali | Semifinali | Semifinali |          |         | Finale  | Finale | Finale |  |
|  |            |            |            |          |         |         |        |        |  |
|  | Peñarol    | Peñarol    | 30         |          |         |         |        |        |  |
|  | Peñarol    | Peñarol    | 30         |          |         |         |        |        |  |
|  | Yacare XV  | Yacare XV  | 17         |          |         |         |        |        |  |
|  | Yacare XV  | Yacare XV  | 17         |          | Peñarol | Peñarol | 23     |        |  |
|  |            |            |            |          | Peñarol | Peñarol | 23     |        |  |
|  |            |            | Dogos XV   | Dogos XV | 17      |         |        |        |  |
|  | Dogos XV   | Dogos XV   | Dogos XV   | Dogos XV | 17      | 27      |        |        |  |
|  | Dogos XV   | Dogos XV   |            |          |         |         |        |        |  |
|  | Pampas XV  | Pampas XV  | 16         |          |         |         |        |        |  |

### Semifinali
| Arbitro: | Damián Schneider |

|                                          |      |                          |
| A. Silva 22’, 29’ tecnica 33’ Alonso 80’ | mt   | 42’ Sommer 64’ Inchauspe |
| Etcheverry 29’                           | tr   | 42’, 64’ Inchauspe       |
| Etcheverry 14’, 63’                      | c.p. | 12’ Inchauspe            |

| Arbitro: | Francisco González |

|                              |      |                    |
| Gea 18’, 68’ Mernes 20’      | mt   | 31’ Albanese       |
| J. Hernández 18’, 20’, 68’   | tr   | 31’ de la Vega     |
| J. Hernández 38’ Baronio 76’ | c.p. | 12’ de la Vega     |
|                              | drop | 3’, 14’ de la Vega |

### Finale
| Arbitro: | Damián Schneider |

| |              | |
| Péculo 17’ Álvarez 33’ | mt           | 46’ Giudice 68’ tecnica |
| Etcheverry 17’, 33’ | tr           | 46’ J. Hernández |
| Etcheverry 25’, 69’ | c.p.         | 76’ J. Hernández |
| Etcheverry 55’ | drop         | |
| · R. Silva · A. Silva · Inciarte · Zuccarino · J.M. Alonso · Etcheverry · Álvarez · 2’ 69’ Sanguinetti · Pujadas · 52’ Péculo · 53’ Dotti · 73’ Aliaga · Ardao · Bianchi · 69’ Deus | Formazioni   | · Soler · Cipriani · F. Sánchez 64’ · Gea · Giudice · J. Hernández · Moyano · Pulella · Wenger · Filippa 68’ · G. Hernández 53’ · Simes · Gandini · Elías · Mernes 53’ |
| · 52’ Arbelo · 53’ Rodríguez · 69’ Perillo · 73’ Dosantos | Sostituzioni | · Bildosola 53’ · Cabral 53’ · Mallía 64’ · Barbatti 68’ |
| Pablo Bouza | Allenatori   | Nicolás Galatro |